# Yongyu-dong
Yongyu-dong (koreanska: 용유동) är en stadsdel i staden Incheon i den nordvästra delen av Sydkorea, 52 km väster om huvudstaden Seoul. Den ligger i stadsdistriktet Jung-gu.
Stadsdelen består av öarna Yongyudo och Muuido samt mindre kringliggande öar. Yongyudo är numera en del av ön Yeongjongdo sedan sundet mellan öarna har fyllts igen för att skapa Incheons internationella flygplats.